# 姚金祥
姚金祥（1966年—），中華民國外交官、政府官員。畢業於國立政治大學外交學系學士、外交研究所碩士，曾任海軍陸戰隊步兵排長、駐美國臺北經濟文化代表處政治組三等與二等秘書、總統陳水扁英語傳譯、駐美國代表處政治組副組長、國家安全會議秘書長辦公室副參事、外交部北美司副司長、駐西雅圖臺北經濟文化辦事處總領事銜處長、外交部北美司長、駐瑞典台北代表團大使銜代表、外交部歐洲司長等職務、現任駐英國台北代表處大使銜代表。

## 求學
姚金祥表示他的大學第一志願是國立政治大學新聞學系，因為當時剛解除报禁不久，新聞學系成為許多考生的首選志願，非常熱門。雖然未被錄取而來到外交學系，且即使轉系容易，一旦來到一個系所後，其實也就不會想離開。
姚金祥直言「我認為跟念書一樣重要的事情是玩樂團」，台灣已故歌手張雨生是其外交學系同學、樂團成員。

## 職業生涯

### 駐西雅圖處長
2018年11月，駐西雅圖辦事處長姚金祥對於「中美贸易战」的議題，表示「我不認為台灣在這些貿易爭端中扮演任何角色，就像許多其他國家一樣，許多台灣的公司在中國建立了自己的製造基地，所以這些台灣公司，就如同所有日本公司、韓國公司和其他在中國投資公司的產品，也遭受美國對中國徵收高关税的影響。然而，由於中國製造商從美國獲得的訂單減少，許多台灣公司從中得漁翁之利。」由於台灣已成為美國的重要合作夥伴與支持者，因此美國可能會轉向台灣增強夥伴關係。並認為中國幾十年來一直在「對美國和其他許多國家採取不公平貿易政策…川普政府認為，過去幾十年試圖將中國納入國際規範的戰略已經失敗，現在是試圖改變中國行為的時候了。」對於擔任處長期間，姚金祥表示「我在駐西雅圖台北經濟文化辦事處工作的兩年裡，沒有讓任何人為我花一分錢。」並言最大的遺憾是沒有多花時間學習說廣東話，因為傳統的老華僑多半說的是廣東話，但他只會說國語和台語。

### 外交部北美司長
2019年，中華民國外交部因應美國《臺灣關係法》（TRA）立法40週年，規劃該年10大項目紀念活動，並設計由TRA三個英文字母組成的鑽石圖像，外交部北美司長姚金祥於該年2月表示上述活動「象徵臺美關係的恆久與穩固」，「從共享價值、經濟夥伴關係以及安全夥伴關係這三個層面，來探討臺美在印太戰略下面的合作以及夥伴關係。」。同年10月，姚金祥與美國國務院西半球事務局首席副助卿鄭智允會晤，討論台美合辦之「全球合作暨訓練架構」（GCTF）移至台灣在西半球邦交國舉辦之事宜。
2020年4月，對於2019冠状病毒病疫情在全球擴散，美國《紐約郵報》以標題「封城後的生活：電子監控、罰款與強制性口罩」（Life after lockdown: Electronic monitoring, fines and compulsory face masks）撰文報導。其中關於台灣的防疫措施，提到台灣是世界上為數不多的幾個沒有鎖死，保持經濟運行與公民工作的地方之一，但卻以「buildings and offices in the Chinese-run state」（中國營運州份境內建築及辦公室）、「almost everyone is tracked」（幾乎人人被追蹤）、「more authoritarian」（更專制）等形容台灣防疫情形。姚金祥對此表示，已經請駐紐約辦事處在第一時間聲明駁斥，譴責該篇報導沒有經過查證，台灣方面非常遺憾，強調會持續透過駐處與各項管道要求對方更正報導內容。事後，報導原作者寶拉·弗利奇（Paula Froelich）的原文中，「buildings and offices in the Chinese-run state」此文句修正為「Taiwanese buildings and offices」（台灣建築及辦公室），而「被追蹤」及「更專制」等相關文字未做更動。
2020年5月，姚金祥就中華民國國家安全會議副秘書長蔡明彥與美國國務院北韓事務副特別代表黃之瀚舉行電話會談一事表示，雙方針對利害相關各方如何合作、促成北韓最終完全可驗證的去核化，以促進區域安全與穩定等議題交換意見。台灣作為國際社會負責任的成員，將持續與美國緊密合作，落實與執行國際制裁北韓的作為。
2020年7月，在美國批准對台軍售愛國者三型飛彈延壽案後，姚金祥就中華人民共和國揚言制裁美國相關廠商一事回應，指出相關軍售這是依據《台灣關係法》對美國提出軍購的要求，美國也是依據《台灣關係法》持續提供台灣必要的防禦性武器。「如果中國沒有在海峽之間製造不穩定的情勢，不持續對台灣威脅武力的話，這種情勢也不會發生，所以我們對於中國的無理叫囂給予嚴厲的譴責。」對於即將擔任駐瑞典代表，姚金祥則表示，將力促台灣與瑞典的經貿投資關係進一步發展，並在5G領域推動台灣、美國、歐洲的三邊合作。

### 駐瑞典代表
2020年8月，駐瑞典代表姚金祥接受瑞典廣播電台專訪時表示，台灣正積極拓展在非洲的部署，與索馬利蘭多次協商後決定互設代表處。索馬利蘭戰略地位重要，代表處正式運作後，兩國在农业、渔业、能源、採礦與資通訊領域的合作勢必擴大。當被問到台灣是否可能成為《香港國安法》的下一個目標時，姚金祥說，台灣與香港不同，中共從來沒統治過台灣，況且台灣民眾對中共本質相當了解，不相信也不接受「一国两制」。《香港國安法》適用全球，目標是扼殺香港與國際的連結，台灣希望國際社會能齊聲譴責這部法律與支持香港的民主自由。
2020年9月，駐瑞典代表姚金祥前往第2大城哥德堡，哥德堡港務局委員會主席瑪格努森在Facebook發文表示，很榮幸台灣代表姚金祥能夠來訪，且姚金祥向瑞典介紹相關活動，提出雙方交流合作的可能性。而駐瑞典代表團的Facebook也表示，「哥德堡港是北歐地區最大港口。港務局安排的這艘船為了歡迎姚大使來，還特地掛上我們的國旗」。